# Cratere Rakke
Rakke  è un cratere sulla superficie di Marte.